# Tahinli çörek

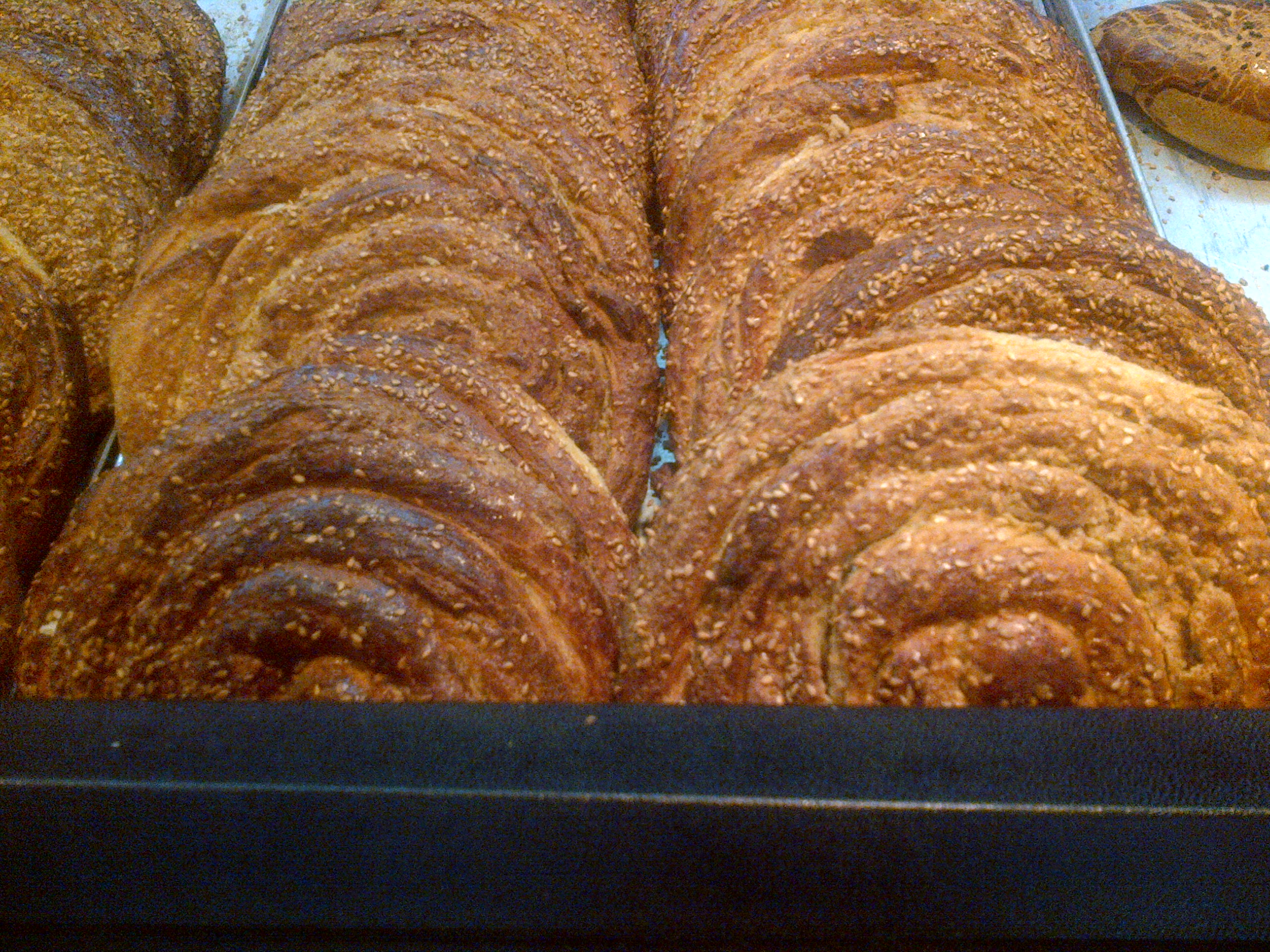
Tahinli çörek en una panadería turca.

Tahinli çörek es un tipo de bollo o çörek turco tradicional con tahina.

## Preparación
La masa se prepara con harina de trigo, huevos, aceite o margarina, polvo de hornear o levadura de masa y yogur. El relleno se prepara con tahina, nuez molido y azúcar común. Se le da la forma de un serpiente enrollado (ver imágenes en enlaces externos). Al echar al horno se le pinta con yema de huevo y encima se deja caer semillas de nigella o sésamo.

## En otros países
Se encuentra en la gastronomía de la Isla de Chipre también. Los turcochipriotas lo llaman "daşinobitta".